# Rohozná (Osek)
Rohozná je malá vesnice, část obce Osek v okrese Strakonice v Jihočeském kraji. Nachází se asi jeden kilometr jihovýchodně od Oseka. Je zde evidováno 22 adres. V roce 2011 zde trvale žilo 51 obyvatel.
Rohozná leží v katastrálním území Rohozná u Rovné o rozloze 2,54 km².

## Historie
První písemná zmínka o vesnici pochází z roku 1382.

## Obyvatelstvo
| Rok            | 1869 | 1880 | 1890 | 1900 | 1910 | 1921 | 1930 | 1950 | 1961 | 1970 | 1980 | 1991 | 2001 | 2011 | 2021 |
| -------------- | ---- | ---- | ---- | ---- | ---- | ---- | ---- | ---- | ---- | ---- | ---- | ---- | ---- | ---- | ---- |
| Počet obyvatel | 120  | 131  | 112  | 104  | 83   | 87   | 87   | 90   | 82   | 79   | 64   | 56   | 57   | 51   | 49   |
| Počet domů     | 16   | 17   | 18   | 17   | 16   | 16   | 18   | 19   | 19   | 18   | 17   | 15   | 22   | 22   | 22   |

## Obecní správa
Při sčítání lidu v letech 1850–1920 Rohozná byla osadou městyse Radomyšl v okrese Strakonice. V letech 1921–1959 byly samostatnou obcí v okrese Strakonice. V letech 1960–1976 byla částí obce Rovná v okrese Strakonice. Od 1. dubna 1976 je částí obce Osek v okrese Strakonice. Poté se Rovná opět osamostatnila, ale Rohozná již zůstala součástí Oseka.